# إلين هيوز
إلين هيوز (بالإنجليزية: Ellen Hughes)‏ (1887)؛ كاتِبة وشاعرة بريطانية.